# Chalé
Chalé is een gemeente in de Braziliaanse deelstaat Minas Gerais. De gemeente telt 5.598 inwoners (schatting 2009).

## Aangrenzende gemeenten
De gemeente grenst aan Conceição de Ipanema, Durandé, Ipanema, Lajinha, Mutum en São José do Mantimento.